# Austurland
Austurland (deutsch Ostland) ist eine der acht Regionen Islands. Sie liegt im Osten der Insel. Ihr Verwaltungssitz ist Egilsstaðir in der Gemeinde Múlaþing. Am 1. Januar 2025 betrug die Einwohnerzahl 11.217 auf einer Fläche von 15.253 km² (Bevölkerungsdichte 0,735 Einw./km²).

## Kreise und kreisfreie Gemeinden
Austurland gliedert sich in einen Kreis und zwei kreisfreie Gemeinden.
| Gem.-Nr. | Kreisfreie Gemeinde | Einwohner (1. Januar 2025) | Fläche [km²] | Verwaltungssitz |
| -------- | ------------------- | -------------------------- | ------------ | --------------- |
| 7300     | Fjarðabyggð         | 5.247                      | 1.164        | Eskifjörður     |
| 7400     | Múlaþing            | 5.232                      | 10.671       | Egilsstaðir     |
| Gem.-Nr. | Kreis               | Einwohner (1. Januar 2025) | Fläche [km²] | Verwaltungssitz |
| 7500     | Norður-Múlasýsla    | 738                        | 3.418        | Seyðisfjörður   |

## Gemeinden
Austurland gliedert sich in vier Gemeinden.
| Gem.-Nr.             | Gemeinde            | Einwohner (1. Januar 2025) | Fläche [km²] | größere Orte                                                 |
| -------------------- | ------------------- | -------------------------- | ------------ | ------------------------------------------------------------ |
| Kreisfreie Gemeinden |                     |                            |              |                                                              |
| 7300                 | Fjarðabyggð         | 5.247                      | 1.164        | Neskaupstaður, Eskifjörður, Reyðarfjörður                    |
| 7400                 | Múlaþing            | 5.232                      | 10.671       | Egilsstaðir, Seyðisfjörður, Fellabær, Djúpivogur, Bakkagerði |
| Norður-Múlasýsla     |                     |                            |              |                                                              |
| 7502                 | Vopnafjarðarhreppur | 648                        | 1.902        | Vopnafjörður                                                 |
| 7505                 | Fljótsdalshreppur   | 90                         | 1.516        |                                                              |

Koordinaten: 64° 53′ N, 15° 5′ W